# DN67A
DN67A este un drum național secundar din județul Mehedinți, România. El leagă orașul Strehaia de Motru. DN67A are o lungime de 23,533 km, începe în localitatea Broșteni(intersecția cu DN67 la km 35+450) și se termină în orașul Strehaia (intersecția cu DN 6 la km 288+450).